# 앙투안 드 방돔 공작

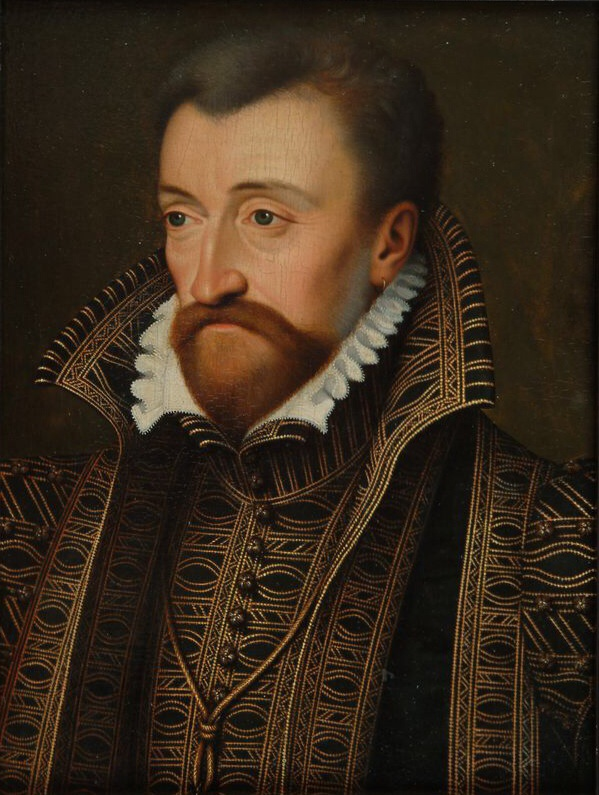
안토니오 1세

앙투안 드 부르봉(프랑스어: Antoine de Bourbon) 혹은 안토니오 1세(바스크어: Antonio I.a Nafarroakoa)는 방돔 공작이자 나바라 왕국의 명예왕이다.
부친은 샤를 드 방돔 공작이며 모친은 프랑수아즈 달랑송 공녀이다. 후에 나바라 여왕 호아나 3세와 혼인하여 헨리케(앙리)를 낳았으며 그는 후에 나바라(헨리케 3세)와 프랑스의 왕(앙리 4세)이 된다.